# Mitxel Unzueta
Mitxel Unzueta Uzcanga (Bilbao, 29 de septiembre de 1932-ibíd., 7 de enero de 2021) fue un político y abogado español, miembro del Partido Nacionalista Vasco y destacado en el periodo de la Transición política.

## Biografía
Licenciado en Derecho por la Universidad de Deusto en 1956, donde también fue profesor de Derecho mercantil, desarrolló su actividad profesional como abogado en la capital vizcaína. En la misma época, fue cofundador del Instituto de Derecho Foral.
Durante la Transición política en España fue elegido senador por Vizcaya en las primeras elecciones democráticas tras la dictadura franquista dentro de la candidatura Frente Autonómico que agrupaba al PNV, socialistas del PSOE e independientes, siendo reelegido en 1979 en la candidatura del PNV. En la legislatura constituyente fue miembro de la Comisión Constitucional del Senado. Presidió la Asamblea de Parlamentarios Vascos que participaría en la negociación y redacción del Estatuto de Guernica.
Después de su etapa en el Senado, fue elegido diputado del Parlamento Vasco en 1980. En los años noventa, presidió el Tribunal Arbitral de Comercio de Bilbao.
Mitxel estaba casado y tenía dos hijos. Falleció en la misma ciudad que le vio nacer, el 7 de enero de 2021, a los 88 años.